# Museu Arqueològic de Níssiros
El Museu Arqueològic de Níssiros és un dels museus de Grècia. Se situa a Mandraki, la capital de Níssiros, una illa del Dodecanès.
Es troba en un edifici que va ser atorgat al Ministeri de Cultura de Grècia l'any 2001. Des de llavors s'han realitzat diverses obres per condicionar-lo perquè exercisca adequadament la seua funció com a museu. Es va reobrir al 2017.

## Col·leccions
Les col·leccions del museu inclouen objectes procedents de l'assentament de l'illa de Guialí, que es remunta al Neolític.
Una altra secció del museu alberga troballes dels períodes arcaic, clàssic i hel·lenístic, procedents de les necròpolis de l'antiga ciutat de Níssiros, entre les quals destaquen riques peces de ceràmica. En particular, les troballes d'una necròpoli del segle iv aC mostren que aquesta va ser una època pròspera a Níssiros.
D'altra banda, hi ha una sèrie de peces escultòriques entre les quals destaca una estela funerària amb un relleu d'una dona seguda, del segle iv aC, i un altre relleu amb soldats del segle ii aC. També hi ha nombroses inscripcions epigràfiques, algunes de caràcter religiós i d'altres de contingut polític. Al pati del museu hi ha unes grans peces escultòriques de marbre, així com pedestals i làpides.
També hi ha en una altra secció del museu troballes de les èpoques dels primitius cristians i dels períodes romà d'Orient i posterior, com capitells, frescs i icones.